# Makete
Makete es un valiato de Tanzania perteneciente a la región de Njombe. Su capital es Iwawa.
En 2012, el valiato tenía una población de 97 266 habitantes. La mayoría de la población es étnicamente kinga, aunque hay minorías de wanjis.
El valiato se ubica en el oeste de la región, limitando con la región de Mbeya.

## Subdivisiones
Comprende 22 katas:
- Bulongwa
- Ikuwo
- Iniho
- Ipelele
- Ipepo
- Isapulano
- Itundu
- Iwawa (capital)
- Kigala
- Kigulu
- Kipagilo
- Kitulo
- Lupalilo
- Lupila
- Luwumbu
- Mang'oto
- Matamba
- Mbalatse
- Mfumbi
- Mlondwe
- Tandala
- Ukwama